# دولت‌آباد (براکوه)
دولت‌آباد یک روستا در ایران است که در دهستان براکوه شهرستان خوسف واقع شده‌است.